# Adolph Mulder
Adolph Joannes Mathias Mulder (’s-Hertogenbosch, 18 februari 1856 – Vught, 17 november 1936) was een Nederlandse architect en bouwhistoricus. 

## Leven en werk
Adolph Mulder was de oudste zoon van de in Antwerpen geboren Joannes Mathias Mulder, ebenist (fijnmeubelmaker) in het atelier van de architect Veneman in ’s-Hertogenbosch. Aan de Koninklijke School voor Nuttige en Beeldende Kunst te ’s-Hertogenbosch behaalde hij in 1874 twee Rijksmedailles voor bouwkunde en doorzichtkunde. Al vanaf 1870 was hij werkzaam als leerling-tekenaar bij de restauratie van de Sint-Janskathedraal onder leiding van architect Lambert Hezenmans. Samen met Rudolf Redtenbacher verrichtte hij in 1875 opmetingen voor Pierre Cuypers, lid van het College van Rijksadviseurs voor de Monumenten van Geschiedenis en Kunst. In 1878 kwam hij in tijdelijke dienst bij de monumentendienst van dat college en vestigde zich in Den Haag. Vanaf 1881 was hij in vaste dienst bij de afdeling Kunsten en Wetenschappen van het Ministerie van Binnenlandse Zaken.
In 1902 werd hij benoemd tot Rijksbouwmeester voor de monumenten. In die functie was hij verantwoordelijk voor het opmeten en inventariseren van een groot aantal monumentale gebouwen in Nederland. Hiertoe introduceerde hij de fotografie, niet alleen als registratiemiddel, maar ook voor de documentatie van wat bestudeerd moest worden. Tevens maakte en beoordeelde hij vele restauratieplannen en zag hij toe op de uitvoering ervan.
In 1918 werd hij onderdirecteur van het Rijksbureau voor de Monumentenzorg. Na een inhoudelijk meningsverschil met de directeur Jan Kalf en een kort ziekteverlof kreeg hij in 1919 eervol ontslag. Vanaf 1923 woonde hij in Vught, waar hij in 1936 op tachtigjarige leeftijd overleed.

## Onderscheiding
- Adolph Mulder werd in 1902 benoemd tot Ridder in de Orde van Oranje-Nassau.

## Selectie van opmetingen en publicaties

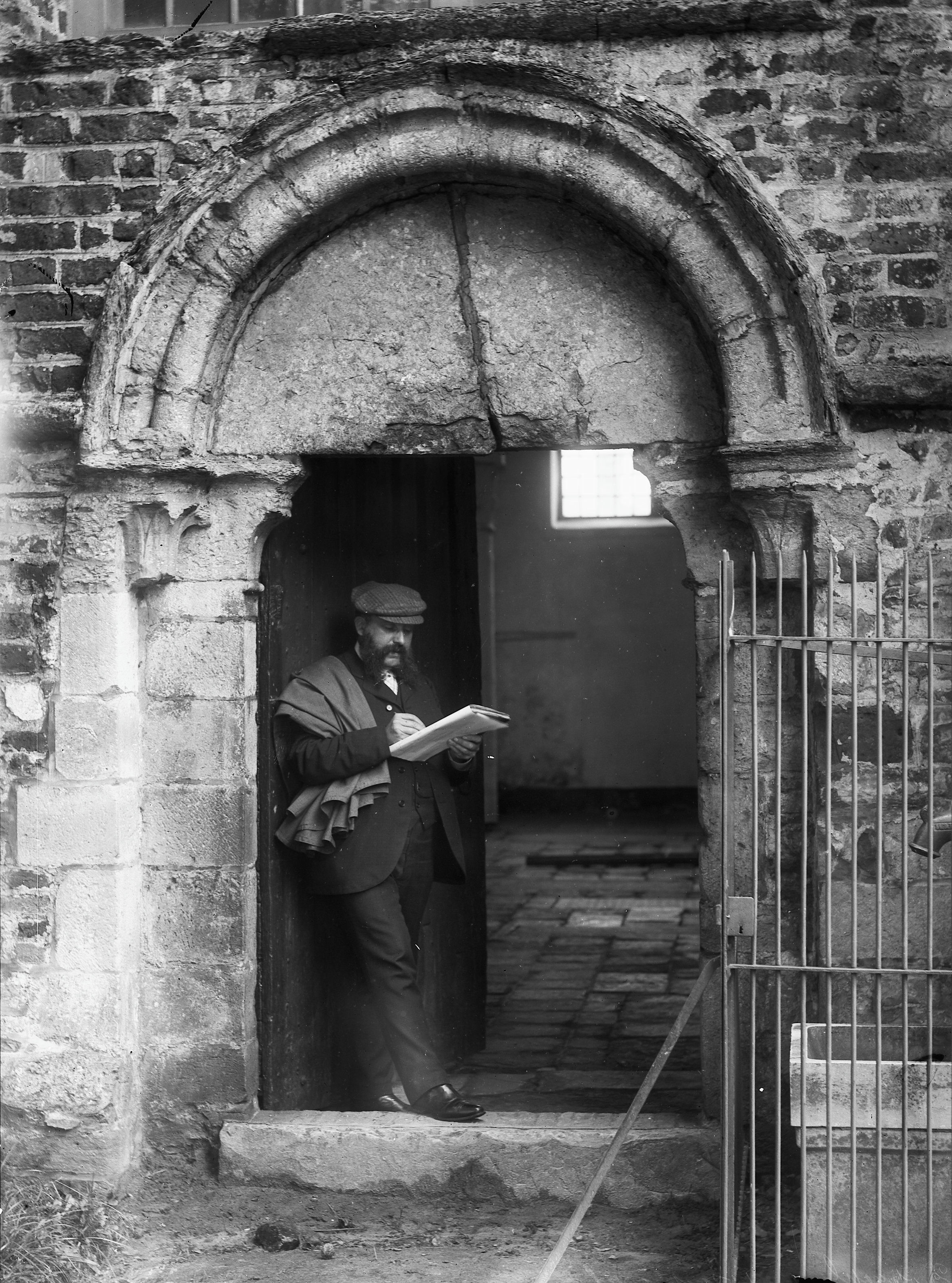
Adolph Mulder bij de Sint Bavokerk te Aardenburg.

- 1878 Opmeting ruïne De Haar in opdracht van Victor de Stuers
- 1880 Muiderslot
- 1881 Grote Kerk (Veere)
- 1882 Basiliek van Onze-Lieve-Vrouw-Tenhemelopneming (Maastricht)
- 1882 Lievevrouwe- of Gevangenpoort (Bergen op Zoom)
- 1886 Grote of Onze-Lieve-Vrouwekerk (Dordrecht)
- 1888 Ruïne Kasteel Valkenburg
- 1895 Dominicanenkerk (Maastricht)
- 1895 Nederlands Hervormde Kerk (Schagen)
- 1898 Grote of Maria Magdalenakerk (Goes)
- 1901 Grote of Onze-Lieve-Vrouwekerk (Breda)
- 1901 Markiezenhof (Bergen op Zoom)
- 1902 Schotse kerk (Rotterdam)
- 1902 Prinsenkerk (Rotterdam)
- 1903 Kasteel van Wijchen
- 1904 Pieterskerk (Leiden)
- 1904 Toren van de Sint-Petruskerk (Oirschot)
- 1905 Stadskorenpakhuis (Schoonhoven)
- 1905 Nieuwbouw sacristie Sint-Joriskerk (Amersfoort)
- 1906 Toren van de Grote of Sint-Maartenskerk (Zaltbommel)
- 1907 Gewelfschilderingen der Ned. Hervormde Gemeente (Epe)
- 1907 Kloosterkerk (Den Haag)[1]
- 1909 Voorgevel van Huis Dit is in Bethlehem (Gorcum)
- 1911 Inwendige herstellingen Evangelische Gemeente (Den Haag)
- 1911 Restauratie Raadhuis van Appingedam

- Gemeinsame Normdatei: 137511698
- International Standard Name Identifier: 0000 0000 5756 1758
- Nederlandse Thesaurus van Auteursnamen: 273418041
- RKD-Nederlands Instituut voor Kunstgeschiedenis: 414199
- Virtual International Authority File: 81692760
- WorldCat: E39PBJy8m4WdcRxgKqXp3C9kXd